# Nokia 9000 Communicator
Nokia 9000 Communicator – najstarszy komunikator firmy Nokia. Pracował tylko w systemie GSM 900. Wersja 9000i pracowała w systemie GSM 1800, różniła się poza tym nowszą wersją oprogramowania, większą liczbą funkcji i predefiniowanych programów. Jego duży monochromatyczny wyświetlacz wewnętrzny pomagał pracować w internecie. Wyposażony w miniaturową klawiaturę QWERTY. Rok produkcji tego urządzenia to 1997, a został wprowadzony na rynek polski w 1998 roku. Programy napisane na nowszą wersji komunikatora (9110, 9110i) są niemal w 100% kompatybilne z Nokia 9000(i).

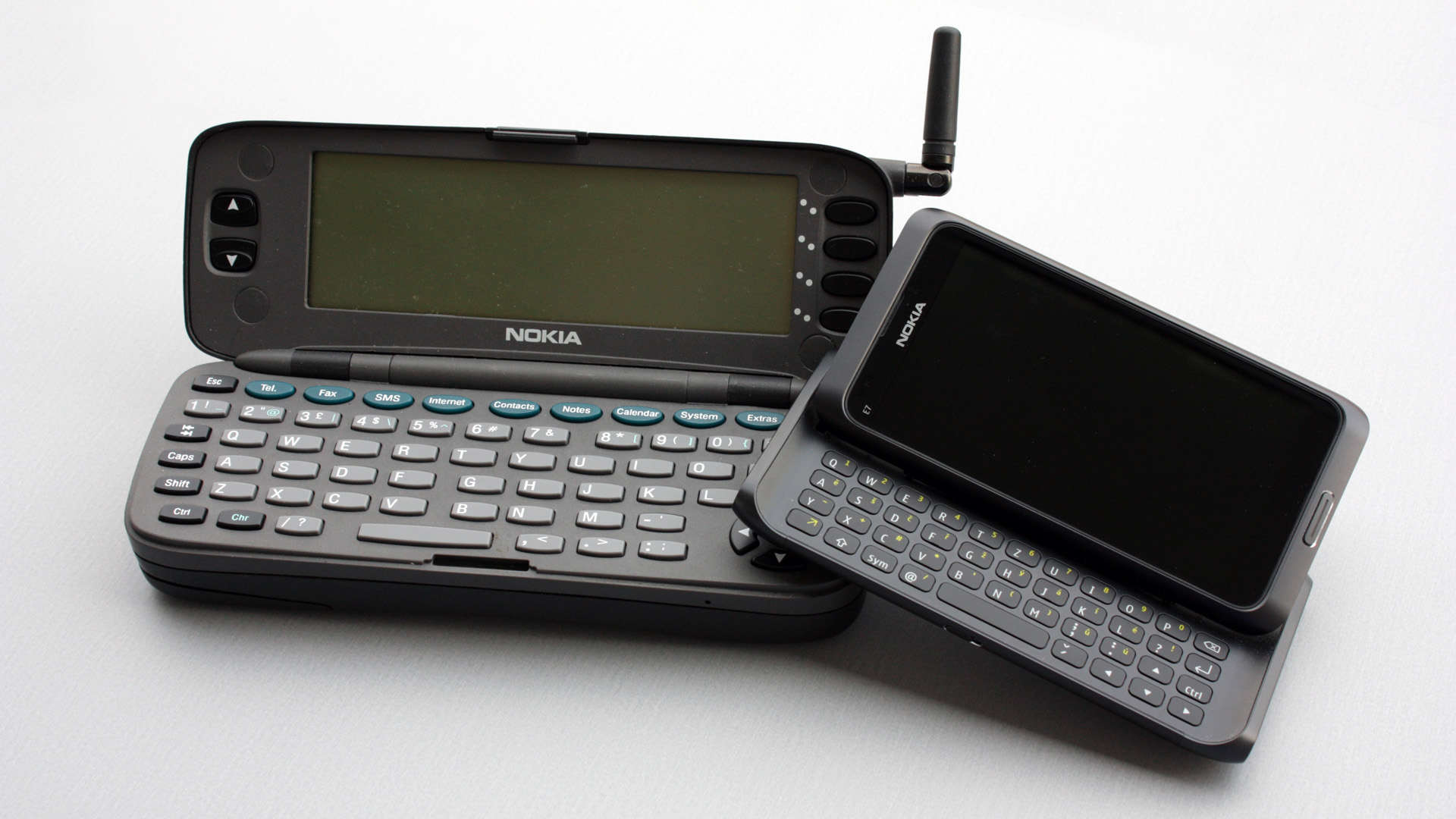
Otwarta Nokia 9000 Communicator i nowsza Nokia E7.

## Funkcje
- SMS
- Email
- Fax
- IrDA
- Zegar
- Kalendarz/terminarz
- gry
- kompozytor dzwonków
- kontakty
- edytor faksów i notatek
- przeglądarka WWW
- strefy czasowe, zegar, budzik
- Telnet
- Terminal
- ToDo[1]